# Paweł Brożek
Paweł Łukasz Brożek (phát âm tiếng Ba Lan: [ˈpavɛw ˈbrɔʐɛk]; sinh ngày 21 tháng 4 năm 1983) là một cựu cầu thủ bóng đá chuyên nghiệp người Ba Lan thi đấu ở vị trí tiền đạo. Brozek từng chơi cho nhiều lứa trẻ của tuyển Ba Lan. Anh có trận ra mắt tuyển quốc gia vào năm 2005, đã có hơn 30 lần thi đấu quốc tế và đại diện cho Ba Lan thi đấu tại Giải vô địch thế giới 2006 và Giải vô địch châu Âu 2012.

## Sự nghiệp cấp câu lạc bộ

### Đầu sự nghiệp
Paweł Brożek sinh ra tại Kielce. Năm 1992 anh bắt đầu sự nghiệp tại Polonia Białogon Kielce, cùng với người em sinh đôi Piotr. Năm 1998, anh chuyển tới Zabrze để chơi bóng cho đội của SMS Zabrze. Một năm rưỡi sau anh gia nhập Wisła Kraków cùng người em trai.

### Wisła Kraków
Anh có trận ra mắt Wisła Kraków tại Ekstraklasa vào ngày 8 tháng 4 năm 2001 trong trận gặp Górnik Zabrze. Ngày 21 tháng 4 năm 2001, anh ghi bàn thắng đầu tiên tại Ekstraklasa trong trận gặp Odra Wodzisław. Tháng 5 năm 2001 Brożek ký hợp đồng dài 10 cùng Wisła Kraków. Anh vô địch Ekstraklasa mùa 2000–01 trong màu áo Wisła Kraków. Năm 2002, anh bị đem cho mượn tới ŁKS Łódź để chơi tại Polish First League. Nửa năm sau anh quay lại Wisła Kraków và vô địch danh hiệu Ekstraklasa thứ hai ở mùa 2002–03. Năm 2004, anh bị đem cho mượn tới GKS Katowice trong một năm rưỡi. Anh là chân sút thi đấu tốt tại GKS Katowice. Tháng 12 năm 2004 anh cùng người em trai sinh đôi Piotr được West Ham United mời thử việc.
Tháng 1 năm 2005 Paweł Brożek trở lại khoác áo Wisła Kraków vì huấn luyện viên đương nhiệm của Wisła lúc ấy là Werner Lička muốn anh trở lại theo dạng cho mượn. Brożek đã đoạt danh hiệu Ekstraklasa mùa 2004–05 cùng Wisła Kraków. Ở mùa 2005–06 anh bắt đàu chơi thường xuyên trên đội một của Wisła Kraków. Sau đó, anh ghi được 13 bàn sau 30 trận. Ở mùa 2006–07 Brożek chơi cực hay tại Cúp UEFA, anh ghi 4 bàn trong các trận vòng bảng gặp AS Nancy, FC Basel và Feyenoord Rotterdam. Ở mùa 2007–08 Brożek ghi 23 bàn sau 27 trận và đưa Wisła Kraków tới danh hiệu Ekstraklasa. Anh là vua phá lưới của Ekstraklasa ở mùa 2007–08. Ở mùa 2008–09 anh giành danh hiệu Ekstraklasa thứ 6 cùng Wisła và là vua phá lưới Ekstraklasa lần thứ hai liên tiếp. Ở mùa 2009–10, Brożek ghi bàn và kiến tạo giúp đội Wisła cán đích ở vị trí á quân.

## Thống kê sự nghiệp
| Câu lạc bộ          | Mùa                | Giải               | Giải    | Giải      | Cúp     | Cúp       | Cúp châu Âu | Cúp châu Âu | Khác    | Khác      | Tổng cộng | Tổng cộng |
| Câu lạc bộ          | Mùa                | Hạng đấu           | Số trận | Bàn thắng | Số trận | Bàn thắng | Số trận     | Bàn thắng   | Số trận | Bàn thắng | Số trận   | Bàn thắng |
| ------------------- | ------------------ | ------------------ | ------- | --------- | ------- | --------- | ----------- | ----------- | ------- | --------- | --------- | --------- |
| Wisła Kraków        | 1999–2000          | Ekstraklasa        | 0       | 0         | 0       | 0         | –           | –           | 31      | 0         | 3         | 0         |
| Wisła Kraków        | 2000–01            | Ekstraklasa        | 8       | 1         | 0       | 0         | 0           | 0           | 1       | 0         | 9         | 1         |
| Wisła Kraków        | 2001–02            | Ekstraklasa        | 3       | 0         | 3       | 1         | 0           | 0           | 0       | 0         | 6         | 1         |
| Wisła Kraków        | 2002–03            | Ekstraklasa        | 5       | 0         | 3       | 2         | 1           | 1           | –       | –         | 9         | 3         |
| Wisła Kraków        | 2003–04            | Ekstraklasa        | 8       | 2         | 0       | 0         | 2           | 0           | –       | –         | 10        | 2         |
| Wisła Kraków        | 2004–05            | Ekstraklasa        | 9       | 0         | 5       | 2         | –           | –           | 0       | 0         | 14        | 2         |
| Wisła Kraków        | 2005–06            | Ekstraklasa        | 30      | 13        | 4       | 2         | 4           | 1           | –       | –         | 38        | 16        |
| Wisła Kraków        | 2006–07            | Ekstraklasa        | 23      | 7         | 2       | 1         | 6           | 4           | 61      | 3         | 37        | 15        |
| Wisła Kraków        | 2007–08            | Ekstraklasa        | 27      | 23        | 6       | 3         | –           | –           | 21      | 0         | 35        | 26        |
| Wisła Kraków        | 2008–09            | Ekstraklasa        | 27      | 19        | 3       | 2         | 6           | 3           | 0       | 0         | 36        | 24        |
| Wisła Kraków        | 2009–10            | Ekstraklasa        | 25      | 10        | 3       | 0         | 2           | 0           | 12      | 0         | 31        | 10        |
| Wisła Kraków        | 2010–11            | Ekstraklasa        | 13      | 6         | 1       | 1         | 4           | 3           | –       | –         | 18        | 10        |
| Wisła Kraków        | Tổng cộng          | Tổng cộng          | 178     | 81        | 30      | 14        | 25          | 12          | 13      | 3         | 246       | 110       |
| ŁKS Łódź (mượn)     | 2001–02            | I liga             | 8       | 0         | –       | –         | –           | –           | –       | –         | 8         | 0         |
| GKS Katowice (mượn) | 2003–04            | Ekstraklasa        | 8       | 3         | 2       | 0         | –           | –           | –       | –         | 10        | 3         |
| GKS Katowice (mượn) | 2004–05            | Ekstraklasa        | 12      | 2         | 4       | 1         | –           | –           | –       | –         | 16        | 3         |
| GKS Katowice (mượn) | Tổng cộng          | Tổng cộng          | 20      | 5         | 6       | 1         | –           | –           | –       | –         | 26        | 6         |
| Trabzonspor         | 2010–11            | Süper Lig          | 12      | 2         | 1       | 0         | –           | –           | –       | –         | 13        | 2         |
| Trabzonspor         | 2011–12            | Süper Lig          | 7       | 1         | 0       | 0         | 4           | 0           | –       | –         | 11        | 1         |
| Trabzonspor         | Tổng cộng          | Tổng cộng          | 19      | 3         | 1       | 0         | 4           | 0           | –       | –         | 24        | 3         |
| Celtic              | 2011–12            | SPL                | 3       | 0         | 0       | 0         | –           | –           | –       | –         | 3         | 0         |
| Recreativo Huelva   | 2012–13            | Segunda División   | 18      | 2         | 1       | 0         | –           | –           | –       | –         | 19        | 2         |
| Wisła Kraków        | 2013–14            | Ekstraklasa        | 33      | 17        | 2       | 1         | –           | –           | –       | –         | 35        | 18        |
| Wisła Kraków        | 2014–15            | Ekstraklasa        | 35      | 15        | 0       | 0         | –           | –           | –       | –         | 35        | 15        |
| Wisła Kraków        | 2015–16            | Ekstraklasa        | 29      | 14        | 1       | 0         | –           | –           | –       | –         | 30        | 14        |
| Wisła Kraków        | 2016–17            | Ekstraklasa        | 31      | 6         | 2       | 1         | –           | –           | –       | –         | 33        | 7         |
| Wisła Kraków        | 2017–18            | Ekstraklasa        | 17      | 1         | 2       | 0         | –           | –           | –       | –         | 18        | 5         |
| Wisła Kraków        | 2018–19            | Ekstraklasa        | 14      | 2         | 1       | 0         | –           | –           | –       | –         | 18        | 5         |
| Wisła Kraków        | 2019–20            | Ekstraklasa        | 19      | 8         | 0       | 0         | –           | –           | –       | –         | 18        | 5         |
| Wisła Kraków        | Tổng cộng          | Tổng cộng          | 178     | 63        | 8       | 2         | –           | –           | –       | –         | 186       | 65        |
| Tổng kết sự nghiệp  | Tổng kết sự nghiệp | Tổng kết sự nghiệp | 424     | 154       | 46      | 17        | 29          | 12          | 13      | 3         | 512       | 186       |

1 Tổng số trận ra sân tại Cúp Ekstraklasa.

2 Tổng số trận ra sân tại Siêu cúp Ba Lan.

### Tuyển quốc gia

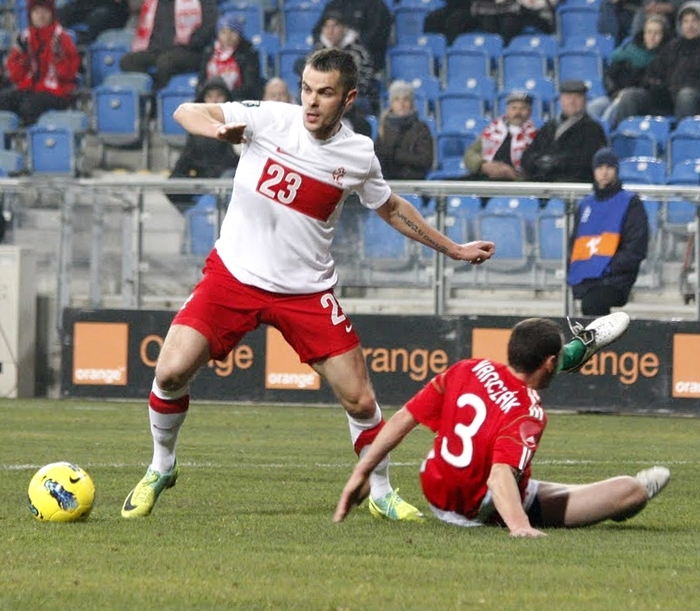
Brożek trong màu áo tuyển Ba Lan

| Tuyển quốc gia | Năm       | Số trận | Bàn thắng |
| -------------- | --------- | ------- | --------- |
| Ba Lan         | 2005      | 2       | 1         |
| Ba Lan         | 2006      | 5       | 0         |
| Ba Lan         | 2007      | 2       | 0         |
| Ba Lan         | 2008      | 5       | 1         |
| Ba Lan         | 2009      | 6       | 1         |
| Ba Lan         | 2010      | 3       | 2         |
| Ba Lan         | 2011      | 9       | 3         |
| Ba Lan         | 2012      | 4       | 0         |
| Ba Lan         | 2013      | 1       | 0         |
| Ba Lan         | 2014      | 1       | 1         |
| Tổng cộng      | Tổng cộng | 38      | 9         |

### Bàn thắng cho đội tuyển
Tỉ số và kết quả liệt kê bàn thắng của Ba Lan trước.
| #  | Ngày                 | Nơi tổ chức                                                         | Đối thủ              | Tỉ số | Kết quả | Giải đấu                             |
| -- | -------------------- | ------------------------------------------------------------------- | -------------------- | ----- | ------- | ------------------------------------ |
| 1. | 27 tháng 4 năm 2005  | Soldier Field, Chicago, Mỹ                                          | México               | 1–1   | 1–1     | Giao hữu                             |
| 2. | 11 tháng 10 năm 2008 | Sân vận động Śląski, Chorzów, Ba Lan                                | Cộng hòa Séc         | 1–0   | 2–1     | Vòng loại giải vô địch thế giới 2010 |
| 3. | 7 tháng 2 năm 2009   | Complexo Desportivo de VRSA, Vila Real de Santo António, Bồ Đào Nha | Litva                | 1–0   | 1–1     | Giao hữu                             |
| 4. | 10 tháng 12 năm 2010 | Khu liên hợp thể thao Mardan, Antalya, Thổ Nhĩ Kỳ                   | Bosna và Hercegovina | 1–0   | 2–2     | Giao hữu                             |
| 5. | 10 tháng 12 năm 2010 | Khu liên hợp thể thao Mardan, Antalya, Thổ Nhĩ Kỳ                   | Bosna và Hercegovina | 2–1   | 2–2     | Giao hữu                             |
| 6. | 5 tháng 6 năm 2011   | Sân vận động Quân đội Ba Lan, Warszawa, Ba Lan                      | Argentina            | 2–1   | 2–1     | Giao hữu                             |
| 7. | 2 tháng 9 năm 2011   | Sân vận động Quân đội Ba Lan, Warszawa, Ba Lan                      | México               | 1–0   | 1–1     | Giao hữu                             |
| 8. | 15 tháng 11 năm 2011 | Sân vận động Miejski, Poznań, Ba Lan                                | Hungary              | 1–0   | 2–1     | Giao hữu                             |
| 9. | 20 tháng 1 năm 2014  | Sân vận động Thành phố Thể thao Zayed, Abu Dhabi                    | Moldova              | 1–0   | 1–0     | Giao hữu                             |

## Danh hiệu

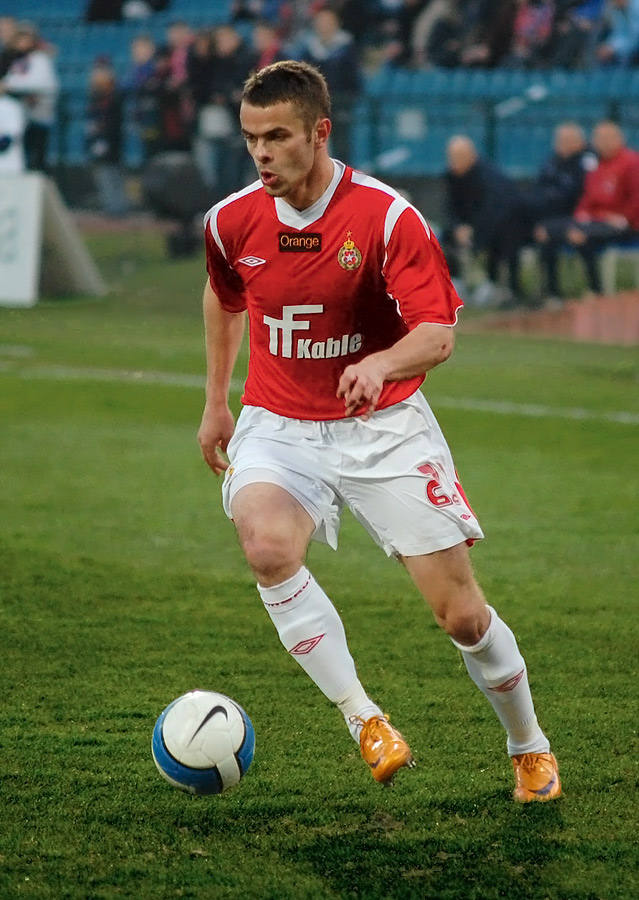
Brożek chơi cho Wisła Kraków

### Câu lạc bộ
Wisła Kraków U-19
- Giải vô địch U-19 Ba Lan: 2000

Wisła Kraków
- Ekstraklasa: 2000–01, 2002–03, 2003–04, 2004–05, 2007–08, 2008–09, 2010–11
- Cúp Ba Lan: 2001–02, 2002–03
- Cúp Ekstraklasa: 2000–01
- Siêu cúp Ba Lan: 2001

### Tuyển quốc gia
Ba Lan
- Giải vô địch bóng đá U-19 châu Âu: 2001

### Cá nhân
- Vua phá lưới Ekstraklasa: 2007–08, 2008–09
- Cầu thủ Ba Lan xuất sắc nhất: 2008
- Cầu thủ hay nhất mùa giải Ekstraklasa: 2008–09